# Daniel Plaza
Pour les articles homonymes, voir Plaza.
Daniel Plaza Montero, né le 3 juillet 1966 à Barcelone, est un athlète espagnol (catalan), spécialiste de la marche athlétique.
En remportant le 20 km marche lors des Jeux olympiques de Barcelone, sa ville natale, il devient le premier Espagnol à remporter une médaille d'or en athlétisme. Contrôlé positif au nandrolone (un stéroïde anabolisant) en 1996, il nie et prétend que cette positivité était due à du sexe oral prolongé avec sa femme enceinte. En 2006, dix ans après, il obtient que son nom soit effacé des listes des athlètes dopés.